# Neal Maupay
Neal Maupay, né le 14 août 1996 à Versailles (Yvelines), est un footballeur franco-argentin qui évolue au poste d'avant-centre à l'Olympique de Marseille.

## Biographie
Né le 14 août 1996 à Versailles, dans les Yvelines, d'un père français et d'une mère argentine, Neal Maupay acquiert la nationalité argentine en 2013 et se voit par conséquent accorder la double nationalité.   

### Carrière en club

#### OGC Nice (2012-2015)
Neal Maupay fait ses débuts en pro le 15 septembre 2012 contre Brest à 16 ans et 32 jours. Il est le quatrième plus jeune joueur à être entré en jeu dans le Championnat de France derrière Joël Fréchet (15 ans, 10 mois et 16 jours) et son coéquipier Albert Rafetraniaina (16 ans et 27 jours).
Il dispute sa seconde rencontre de Ligue 1 le 27 octobre 2012 contre Montpellier, au Stade de la Mosson. Il entre en jeu à la 67e minute de jeu à la place de Lloyd Palun, puis il provoque un pénalty en fin de match qui permet à Darío Cvitanich de réduire l'écart au score. Malgré tout, Nice s'incline (3-1). Claude Puel lui accorde une nouvelle fois sa confiance quatre jours plus tard pour la réception de l'Olympique lyonnais, en 1/8e de finale de Coupe de la Ligue, en l'alignant pour la première fois titulaire à la pointe de l'attaque niçoise. Il dispute l’intégralité de la rencontre, remportée 3-1. Il entre deux fois en jeu lors des deux rencontres suivantes de l'OGC Nice en championnat, à domicile face à l'AS Nancy-Lorraine, puis face à l'Olympique de Marseille, au Stade Vélodrome.
Le 15 décembre 2012, il marque son premier but en Ligue 1 dans les dernières secondes du match contre Évian Thonon Gaillard (3-2), devenant à 16 ans, 4 mois et 1 jour le deuxième plus jeune buteur de l'histoire du Championnat de France, échouant à une semaine du record de Laurent Roussey. Le 6 janvier 2013, il ouvre le score lors du 32e de finale de la Coupe de France face au FC Metz (2-3), match pour lequel il était titulaire. Le 10 janvier 2013, l'OGC Nice lui offre son premier contrat professionnel, qu'il inaugure le week-end suivant en marquant le second but niçois au Grand Stade de Lille (0-2). Il dispute les 120 minutes de jeu lors de l’élimination de l'OGC Nice en 16e de finale de la Coupe de France face à l'AS Nancy-Lorraine .
Profitant de la blessure de Darío Cvitanich, il obtient sa première titularisation en championnat le 9 février 2013 lors de la rencontre face au FC Lorient comptant pour la 24e journée de Ligue 1. De nouveau titulaire la semaine suivante à Furiani, il inscrit le seul but de la rencontre. Il écope lors de ce match de son premier avertissement en catégorie professionnelle. Il participe aux trois rencontres suivantes en championnat du Gym et est notamment titulaire pour la troisième fois de la saison lors de la lourde défaite (4-0) face à l'AS Saint-Étienne. Il dispute son dernier match de la saison lors de la défaite (1-0) au Ray contre l'Olympique de Marseille.  
Le 16 avril 2013, Neal Maupay se blesse gravement au genou droit (rupture du ligament croisé antérieur) lors d'une rencontre en CFA 2 face à la réserve de l'OM, ce qui l'éloigne des terrains durant de longs mois. Il effectue son retour la saison suivante, lors de la 21e journée, contre l'AC Ajaccio (victoire 2-0 de l'OGC Nice).
Au cours de la saison 2013-2014, il devient le quatrième attaquant le plus utilisé par son club.

#### AS Saint-Étienne (2015-2017)
Le 10 août 2015, il rejoint l'AS Saint-Étienne pour quatre années plus une en option. Il décide de porter le numéro 14. Pour son premier match, il est l'auteur d'une passe décisive à destination de Romain Hamouma et offre la victoire 1 à 0 face au FC Lorient. Après quatre entrées en jeu en championnat, il connait sa première titularisation le 29 novembre 2015 lors de la réception de Guingamp et délivre une nouvelle passe décisive pour Hamouma sur l'ouverture du score (victoire 3-0).
Lors de cette saison difficile pour lui (il est peu utilisé) il parvient tout de même à marquer trois buts, deux fois en coupe de France et une fois en ligue 1. Il est titulaire à la pointe de l'attaque contre le LOSC lors de la dernière journée de championnat.

#### Stade brestois 29 (2016-2017)
Le 20 juillet 2016, il rejoint le Stade brestois 29 sous forme de prêt pour un an. Il devient rapidement titulaire indiscutable au détriment de l'attaquant maison Youssef Adnane. Lors de la deuxième journée de Ligue 2, il inscrit un but important qui permet à son équipe de l'emporter 2-1 sur Orléans. Il continuera sur ce même rythme en marquant de beaux buts, étant d'ailleurs nommé deux fois de rang pour le plus beau but de la semaine. À la première trêve, il comptabilise quatre buts en cinq matches de Ligue 2 soit plus qu'en une année avec l'ASSE.

#### Brentford FC (2017-2019)
Le 13 juillet 2017, il s'engage pour quatre ans avec le Brentford FC, qui évolue en deuxième division anglaise. Le 5 août 2017, lors de la première journée de la saison 2017-2018 face à Sheffield United, il joue son premier match sous ses nouvelles couleurs. Il entre en jeu à la place de Josh McEachran lors de cette rencontre perdue par son équipe (1-0). Il inscrit quarante-et-un buts en quatre-vingt-quinze matchs toutes compétitions confondues avec Brentford.

#### Brighton & Hove Albion (2019-2022)
Le 5 août 2019, Neal Maupay signe un contrat de quatre saisons avec Brighton & Hove Albion.
Le 10 août suivant, il prend part à son premier match avec Brighton en entrant en cours de jeu lors de la première journée de Premier League contre Watford. Il inscrit lors du même match son premier but en Premier League (victoire, 0-3).

#### Everton FC et prêt (2022-2024)
Le 26 août 2022, Neal Maupay signe un contrat de trois ans, avec une année supplémentaire optionnelle, à l'Everton FC, autre club de Premier League, pour une somme estimée à dix-huit millions d'euros.
En 2023, il retourne à  Brentford en prêt.

#### Olympique de Marseille (2024-)
Le 30 août 2024, Neal Maupay est prêté à l'Olympique de Marseille pour une durée d'un an avec obligation d'achat,. Il revient en France, sept ans après avoir quitté le Stade brestois 29.
Il marque son premier but, de la tête, le 14 septembre 2024 contre l'OGC Nice.
Au cours de la saison, il fait régulièrement polémique pour ses déclarations jugées provocantes, ce qui lui vaut de nombreuses critiques de la part des supporters des différents clubs de Ligue 1.

### Carrière internationale
Neal Maupay est appelé avec l'équipe de France des moins de 16 ans en 2011-2012. Cette saison-là, il dispute treize matchs et inscrit six buts avec les Bleuets. La saison suivante, il intègre les moins de 17 ans, avec lesquels il dispute huit rencontres et inscrit quatre buts.
Auteur d'un bon retour à la suite de sa blessure en club, il est appelé pour la première fois avec les espoirs de Willy Sagnol pour affronter la Biélorussie en éliminatoires de l'Euro 2015, le 27 février 2014. Il fait ses débuts lors de la victoire (1-0) contre la Biélorussie le 4 mars. Il est de nouveau retenu avec les Espoirs pour le match amical face à Singapour, le dernier match de Willy Sagnol à la tête des espoirs. Lors de cette rencontre, il entre en jeu à la mi-temps avant d'inscrire son premier but avec les Espoirs.
Le 30 septembre 2014, il est appelé par Patrick Gonfalone pour disputer le premier tour qualificatif du championnat d'Europe des moins de 19 ans 2015. Il ouvre le score à la 19e minute de jeu lors du premier match de qualification face à la Macédoine et inscrit un nouveau but lors du large succès français (6-0) face au Liechtenstein lors de la seconde journée de qualification.

## Statistiques

### En club
| Saison                | Club                          | Championnat           | Championnat | Championnat | Championnat | Coupe nationale | Coupe nationale | Coupe nationale | Coupe de la Ligue | Coupe de la Ligue | Coupe de la Ligue | Compétition(s) continentale(s) | Compétition(s) continentale(s) | Compétition(s) continentale(s) | Compétition(s) continentale(s) | Total | Total | Total |
| Saison                | Club                          | Division              | M.          | B.          | P.d.        | M.              | B.              | P.d.            | M.                | B.                | P.d.              | Comp.                          | M.                             | B.                             | P.d.                           | M.    | B.    | P.d.  |
| 2012-2013             | OGC Nice                      | Ligue 1               | 15          | 3           | 0           | 2               | 1               | 0               | 2                 | 0                 | 0                 | -                              | -                              | -                              | -                              | 19    | 4     | 0     |
| 2013-2014             | OGC Nice                      | Ligue 1               | 16          | 2           | 1           | 2               | 1               | 0               | 1                 | 0                 | 0                 | -                              | -                              | -                              | -                              | 19    | 3     | 1     |
| 2014-2015             | OGC Nice                      | Ligue 1               | 13          | 1           | 0           | 1               | 0               | 0               | 1                 | 1                 | 0                 | -                              | -                              | -                              | -                              | 15    | 2     | 0     |
| Sous-total            | Sous-total                    | Sous-total            | 44          | 6           | 1           | 5               | 2               | 0               | 4                 | 1                 | 0                 | -                              | -                              | -                              | -                              | 53    | 9     | 1     |
| 2015-2016             | AS Saint-Étienne              | Ligue 1               | 15          | 1           | 2           | 4               | 2               | 0               | 1                 | 0                 | 0                 | C3                             | 3                              | 0                              | 0                              | 23    | 3     | 2     |
| 2016-2017             | Stade brestois 29 (prêt)      | Ligue 2               | 28          | 11          | 1           | 2               | 2               | 0               | 2                 | 0                 | 0                 | -                              | -                              | -                              | -                              | 32    | 13    | 1     |
| 2017-2018             | Brentford FC                  | Championship          | 42          | 12          | 4           | 1               | 0               | 0               | 3                 | 1                 | 1                 | -                              | -                              | -                              | -                              | 46    | 13    | 5     |
| 2018-2019             | Brentford FC                  | Championship          | 43          | 25          | 8           | 4               | 3               | 1               | 2                 | 0                 | 0                 | -                              | -                              | -                              | -                              | 49    | 28    | 9     |
| Sous-total            | Sous-total                    | Sous-total            | 85          | 37          | 12          | 5               | 3               | 1               | 5                 | 1                 | 1                 | -                              | -                              | -                              | -                              | 95    | 41    | 14    |
| 2019-2020             | Brighton & Hove Albion FC     | Premier League        | 37          | 10          | 3           | 1               | 0               | 0               | -                 | -                 | -                 | -                              | -                              | -                              | -                              | 38    | 10    | 3     |
| 2020-2021             | Brighton & Hove Albion FC     | Premier League        | 33          | 8           | 2           | 2               | 0               | 0               | 1                 | 0                 | 0                 | -                              | -                              | -                              | -                              | 36    | 8     | 2     |
| 2021-2022             | Brighton & Hove Albion FC     | Premier League        | 32          | 8           | 2           | 2               | 1               | 0               | 1                 | 0                 | 0                 | -                              | -                              | -                              | -                              | 35    | 9     | 2     |
| Sous-total            | Sous-total                    | Sous-total            | 102         | 26          | 7           | 5               | 1               | 0               | 2                 | 0                 | 0                 | -                              | -                              | -                              | -                              | 109   | 27    | 7     |
| 2022-2023             | Everton FC                    | Premier League        | 27          | 1           | 0           | 1               | 0               | 0               | 1                 | 0                 | 1                 | -                              | -                              | -                              | -                              | 29    | 1     | 1     |
| 2023-2024             | Everton FC                    | Premier League        | 2           | 0           | 0           | -               | -               | -               | 1                 | 0                 | 1                 | -                              | -                              | -                              | -                              | 3     | 0     | 1     |
| Sous-total            | Sous-total                    | Sous-total            | 29          | 1           | 0           | 1               | 0               | 0               | 2                 | 0                 | 2                 | -                              | -                              | -                              | -                              | 32    | 1     | 2     |
| 2023-2024             | Brentford FC (prêt)           | Premier League        | 29          | 6           | 3           | 2               | 2               | 0               | -                 | -                 | -                 | -                              | -                              | -                              | -                              | 31    | 8     | 3     |
| 2024-2025             | Olympique de Marseille (prêt) | Ligue 1               | 22          | 4           | 4           | 2               | 0               | 0               | -                 | -                 | -                 | -                              | -                              | -                              | -                              | 24    | 4     | 4     |
| Total sur la carrière | Total sur la carrière         | Total sur la carrière | 354         | 92          | 30          | 28              | 12              | 1               | 14                | 2                 | 3                 | -                              | 3                              | 0                              | 0                              | 399   | 106   | 34    |

## Palmarès
Il est vice-champion de France en 2025 avec l'Olympique de Marseille.